# Apollo 9
Apollo 9 (3–13 tháng 3 năm 1969) là chuyến bay vào vũ trụ có người lái thứ ba trong chương trình Apollo của NASA. Với phạm vi bay ở quỹ đạo Trái Đất tầm thấp, đây là sứ mệnh Apollo thứ hai mà Hoa Kỳ phóng bằng tên lửa đẩy Saturn V, cũng như là chuyến bay đầu tiên của một tàu vũ trụ Apollo hoàn chỉnh: mô-đun chỉ huy và dịch vụ (CSM) cùng với Mô-đun Mặt Trăng (LM). Nhiệm vụ được tiến hành nhằm thẩm định LM cho các hoạt động trên quỹ đạo Mặt Trăng để chuẩn bị cho lần hạ cánh đầu tiên xuống thiên thể này, trong đó bao gồm trình diễn hệ thống đẩy cất cánh (ascent propulsion system) và hạ cánh (descent propulsion system), cho thấy phi hành đoàn có thể điều khiển LM một cách độc lập, sau đó gặp nhau và ghép nối lại với CSM, điều mà cuộc đổ bộ có người lái đầu tiên lên Mặt Trăng phải có. Các mục tiêu khác của chuyến bay bao gồm khởi động động cơ hạ cánh của LM để đẩy tổ hợp tàu vũ trụ như một chế độ dự phòng (giống yêu cầu trong sứ mệnh Apollo 13), và sử dụng ba lô hệ thống hỗ trợ sự sống di động bên ngoài cabin của LM.
Phi hành đoàn trên tàu gồm có Chỉ huy James McDivitt, Phi công Mô-đun Chỉ huy David Scott và Phi công Mô-đun Mặt Trăng Rusty Schweickart. Trong sứ mệnh kéo dài mười ngày này, tổ bay đã thử nghiệm các hệ thống và thủ tục cần thiết để hạ cánh xuống Mặt Trăng, bao gồm động cơ LM, ba lô hệ thống hỗ trợ sự sống, hệ thống điều hướng và thao tác ghép nối.
Apollo 9 là chuyến bay có người lái đầu tiên của một mô-đun Mặt Trăng, được phóng lên từ Trung tâm Vũ trụ Kennedy (KSC) vào ngày 3 tháng 3 năm 1969. Trên quỹ đạo, các phi hành gia đã tiến hành lần ghép nối và tách rời đầu tiên của LM, một chuyến đi bộ ngoài vũ trụ (EVA) gồm hai người, và lần ghép nối thứ hai của hai phi thuyền có người lái – gần hai tháng sau khi Liên Xô thực hiện chuyến đi bộ ngoài không gian để trao đổi phi hành đoàn giữa Soyuz 4 và Soyuz 5. Nhiệm vụ kết thúc vào ngày 13 tháng 3 với kết quả hoàn toàn thành công. Sứ mệnh đã chứng minh khả năng của LM trong việc đảm nhiệm chuyến bay vũ trụ có người lái, tạo tiền đề cho cuộc tổng duyệt đổ bộ Mặt Trăng trên Apollo 10 trước khi tiến đến mục tiêu cuối cùng – hạ cánh xuống Mặt Trăng.

## Bối cảnh sứ mệnh
Tháng 4 năm 1966, Giám đốc Điều hành Phi hành đoàn Deke Slayton chỉ định McDivitt, Scott và Schweickart vào phi hành đoàn Apollo thứ hai. Công việc ban đầu của họ là trở thành đội dự phòng cho phi hành đoàn Apollo thứ nhất, gồm Gus Grissom, Ed White và Roger Chaffee, với mục đích thực hiện chuyến bay thử nghiệm có người lái đầu tiên trên quỹ đạo Trái Đất của mô-đun chỉ huy và dịch vụ Block I (mang định danh AS-204). Tuy nhiên, những chậm trễ trong việc phát triển CSM Block I đã đẩy thời hạn của AS-204 lên năm 1967. Kế hoạch mới giờ đây lại cần phi hành đoàn của McDivitt cho chiếc CSM có người lái thứ hai, dự định sẽ gặp nhau trên quỹ đạo Trái Đất với một mô-đun Mặt Trăng không người lái được phóng riêng biệt. Cũng theo đó, sứ mệnh có người lái thứ ba, do Frank Borman chỉ huy, sẽ là chuyến bay đầu tiên chở theo phi hành đoàn của Saturn V.
Ngày 27 tháng 1 năm 1967, đội của Grissom đang tiến hành thử nghiệm bệ phóng cho chuyến bay ngày 21 tháng 2, chuyến bay mà họ gọi là Apollo 1, thì một đám cháy bùng phát trong cabin, giết chết toàn bộ ba thành viên phi hành đoàn. Một cuộc đánh giá toàn diện về tính an toàn của chương trình Apollo đã diễn ra. Trong khoảng thời gian này, NASA cho triển khai sứ mệnh Apollo 5, phi vụ phóng không người lái nhằm kiểm tra mô-đun Mặt Trăng đầu tiên (LM-1).
Dưới lịch trình mới, sứ mệnh Apollo có người lái đầu tiên bay vào vũ trụ sẽ là Apollo 7, được lên kế hoạch phóng vào tháng 10 năm 1968. Nhiệm vụ không mang theo LM và có mục tiêu là thử nghiệm mô-đun chỉ huy Block II. Năm 1967, NASA thông qua một chuỗi các nhiệm vụ được đánh chữ cái kéo dài đến cuộc đổ bộ Mặt Trăng, hay "sứ mệnh loại G". Việc hoàn thành nhiệm vụ trước là điều kiện tiên quyết cho nhiệm vụ tiếp theo. Apollo 7 sẽ là "sứ mệnh loại C", nhưng "sứ mệnh loại D", vốn yêu cầu việc thử nghiệm mô-đun Mặt Trăng có người lái, đang bị chậm tiến độ và đe dọa đến mục tiêu đưa người Mỹ đổ bộ lên Mặt Trăng vào cuối thập niên 1960 của Tổng thống John F. Kennedy. Tháng 11 năm 1967, NASA thông báo đội của McDivitt sẽ là phi hành đoàn chính cho "sứ mệnh loại D" – thử nghiệm dài ngày các mô-đun chỉ huy và Mặt Trăng trên quỹ đạo Trái Đất.
Để giữ mục tiêu của Kennedy đi đúng tiến độ, tháng 8 năm 1968, Giám đốc Chương trình Apollo George M. Low đề xuất rằng nếu Apollo 7 diễn ra tốt đẹp vào tháng 10 thì Apollo 8 sẽ bay tới quỹ đạo Mặt Trăng mà không có LM. Cho đến lúc đó, Apollo 8 sẽ là "sứ mệnh loại D" và Apollo 9 là "sứ mệnh loại E", thử nghiệm ở quỹ đạo Trái Đất tầm trung. Sau khi NASA phê chuẩn việc đưa Apollo 8 tới vệ tinh tự nhiên của Trái Đất, đồng thời chỉ định Apollo 9 là sứ mệnh loại D, Slayton đã cho McDivitt cơ hội ở lại Apollo 8 để được bay lên quỹ đạo Mặt Trăng. McDivitt thay mặt phi hành đoàn từ chối lời đề nghị bởi ông vẫn muốn tiếp tục tiến hành sứ mệnh loại D này, nay gọi là Apollo 9.
Apollo 7 kết thúc tốt đẹp, sau đó việc luân chuyển các phi hành đoàn đã diễn ra. Quyết định này có ảnh hưởng đến việc ai sẽ là những nhà du hành vũ trụ đầu tiên đặt chân lên Mặt Trăng, vì khi tổ bay của Apollo 8 và 9 bị hoán đổi thì các phi hành đoàn dự phòng cũng vậy. Do nguyên tắc chung là phi hành đoàn dự phòng sẽ trở thành phi hành đoàn chính sau ba nhiệm vụ, nên đội của Neil Armstrong (từng dự phòng cho đội của Borman) đã được đưa vào vị trí thực hiện cuộc đổ bộ Mặt Trăng đầu tiên trên Apollo 11 thay vì đội của Pete Conrad, những người mà về sau sẽ thực hiện cuộc đổ bộ thứ hai trên Apollo 12.

## Cơ cấu

### Phi hành đoàn và nhân viên Kiểm soát Sứ mệnh chủ chốt
| Vai trò                         | Phi hành gia                                      | Phi hành gia                                      |
| ------------------------------- | ------------------------------------------------- | ------------------------------------------------- |
| Chỉ huy                         | James A. McDivitt Chuyến bay thứ hai và cuối cùng | James A. McDivitt Chuyến bay thứ hai và cuối cùng |
| Phi công Mô-đun Chỉ huy (CMP)   | David R. Scott Chuyến bay thứ hai                 | David R. Scott Chuyến bay thứ hai                 |
| Phi công Mô-đun Mặt Trăng (LMP) | Russell L. Schweickart Chuyến bay duy nhất        | Russell L. Schweickart Chuyến bay duy nhất        |

Thành viên thứ nhất là McDivitt. Ông có lịch sử phục vụ trong Không quân và là thành viên của nhóm phi hành gia thứ hai (1962). Ông từng làm chỉ huy cho sứ mệnh Gemini 4 vào năm 1965. Thành viên thứ hai là Scott cũng thuộc Không quân. Ông được chọn vào nhóm phi hành gia thứ ba (1963) và đã bay cùng Neil Armstrong trên Gemini 8, chuyến bay đầu tiên thực hiện ghép nối tàu vũ trụ. Thành viên còn lại là Schweickart, một thường dân từng phục vụ cho Vệ binh Quốc gia Không quân Massachusetts. Ông cũng được chọn vào nhóm phi hành gia thứ ba nhưng không tham gia sứ mệnh Gemini nào và chưa từng có kinh nghiệm về du hành vũ trụ.
Phi hành đoàn dự phòng bao gồm Chỉ huy Pete Conrad, Phi công Mô-đun Chỉ huy Richard F. Gordon Jr. và Phi công Mô-đun Mặt Trăng Alan L. Bean. Về sau, họ trở thành phi hành đoàn chính thức cho chuyến bay Apollo 12 diễn ra vào tháng 11 năm 1969. Đội hỗ trợ của Apollo 9 gồm Stuart A. Roosa, Jack R. Lousma, Edgar D. Mitchell và Alfred M. Worden. Ban đầu, Lousma không nằm trong danh sách, nhưng ông đã được chỉ định vị trí này sau khi Fred W. Haise Jr. chuyển sang vai trò phi công mô-đun Mặt Trăng dự phòng trên Apollo 8; một số phi hành gia cũng được di chuyển sau sự việc Michael Collins phải rời phi hành đoàn chính của Apollo 8 để điều trị gai xương.
Các giám đốc chuyến bay có Gene Kranz đảm nhận ca thứ nhất, Gerry Griffin ca thứ hai và Pete Frank ca thứ bay. Liên lạc viên khoang vũ trụ (capsule communicator) bao gồm Conrad, Gordon, Bean, Worden, Roosa và Ronald Evans.

### Huy hiệu sứ mệnh

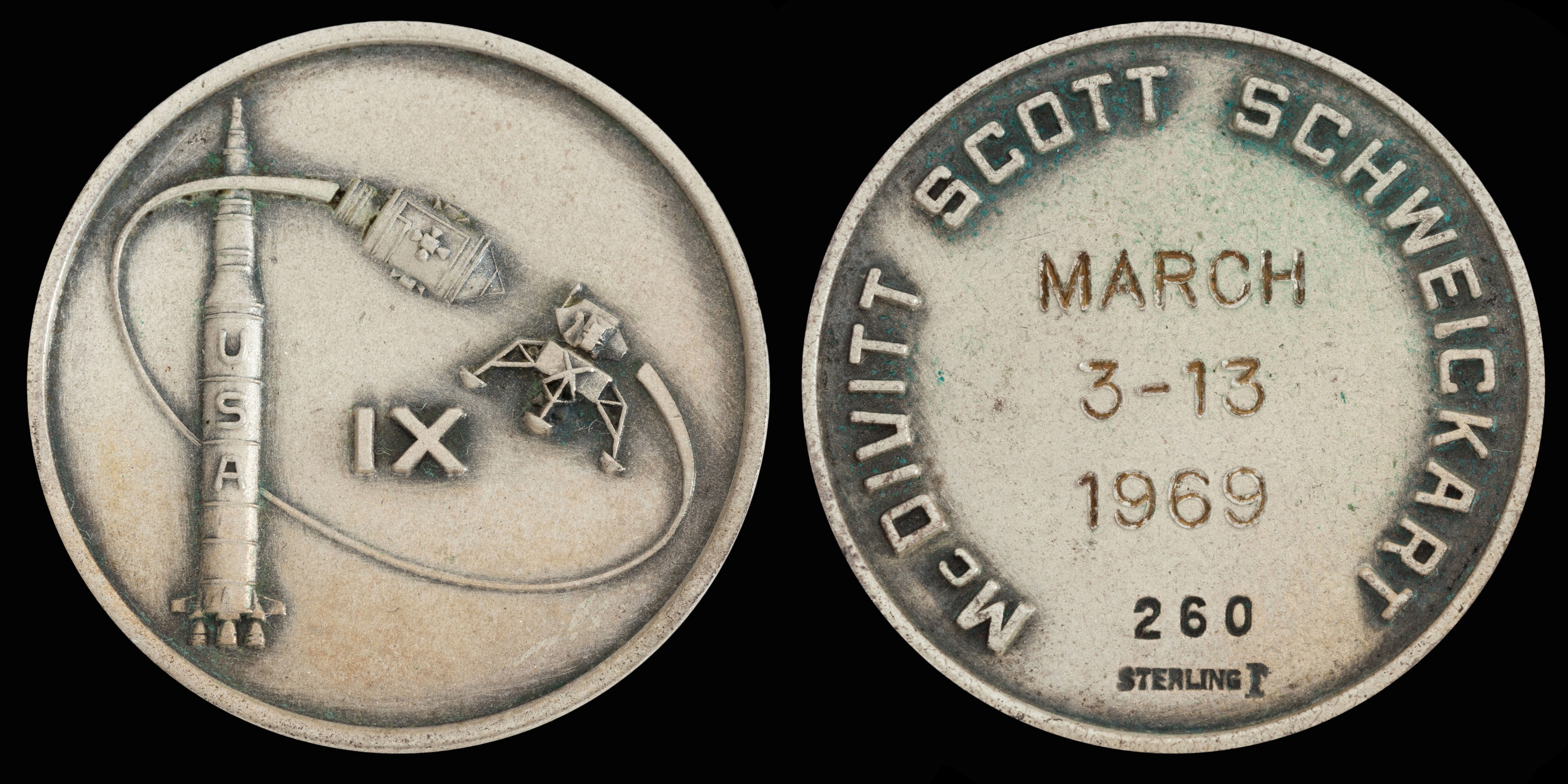
Huy chương Robbins bạc bay trên Apollo 9

Miếng vá (patch) có dạng hình tròn và bao gồm bức vẽ một chiếc tên lửa Saturn V với ba chữ cái U, S, A tượng trưng cho Hoa Kỳ. Bên phải tên lửa là một phi thuyền Apollo CSM bay kế LM, trong đó phần mũi CSM hướng về phía "cửa trước" của LM thay vì cổng ghép nối ở phía trên mô-đun. Chiếc CSM kéo theo vệt tên lửa tạo nên một vòng tròn. Tên các thành viên phi hành đoàn nằm ở cạnh trên miếng vá, với dòng chữ APOLLO IX ở phía dưới cùng. Chữ "D" trong tên của McDivitt được tô màu đỏ, cho thấy rằng đây là "sứ mệnh loại D" theo thứ tự bảng chữ cái của các sứ mệnh Apollo. Miếng vá do nhân viên Allen Stevens của Rockwell International thiết kế.

## Lập kế hoạch và huấn luyện

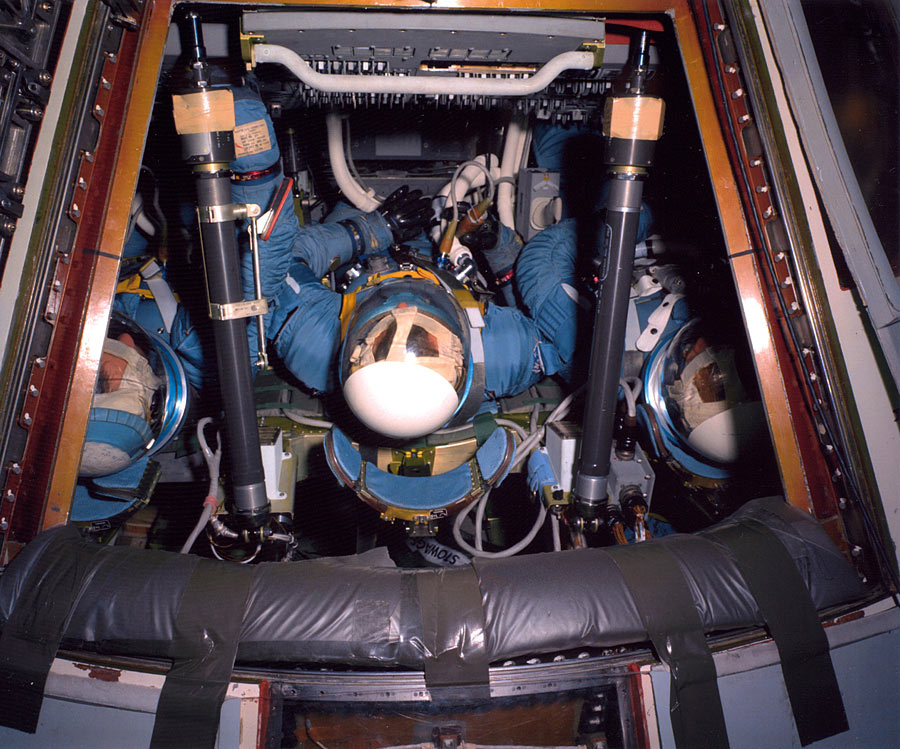
McDivitt, Scott và Schweickart huấn luyện cho sứ mệnh AS-205/208 bên trong bộ đồ du hành và tàu vũ trụ Block II đầu tiên, vốn vẫn còn tồn tại nhiều nguy cơ cháy nổ như phi thuyền Apollo 1.

Mục đích chính của Apollo 9 là kiểm tra LM cho chuyến bay có người lái lên Mặt Trăng, từ đó chứng minh rằng mô-đun này có thể thực hiện các thao tác cần thiết trong không gian cho cuộc đổ bộ lịch sử, bao gồm việc ghép nối với CSM. Trong tác phẩm về chương trình Apollo, Colin Burgess và Francis French cho rằng phi hành đoàn của McDivitt là một trong những tổ bay được đào tạo tốt nhất từ trước đến nay – họ đã làm việc cùng nhau từ tháng 1 năm 1966 lúc còn là đội hỗ trợ cho Apollo 1, và họ luôn được chỉ định là những người đầu tiên sẽ lái LM. Giám đốc Chuyến bay Gene Kranz đánh giá phi hành đoàn Apollo 9 đã có màn chuẩn bị tốt nhất cho nhiệm vụ, còn Scott là một CMP cực kỳ thành thạo. Các thành viên tổ bay đã trải qua khoảng 1.800 giờ huấn luyện chuyên biệt cho sứ mệnh, hay tầm 7 giờ huấn luyện cho mỗi giờ bay theo kế hoạch. Quá trình đào tạo của họ còn bắt đầu trước cả vụ hỏa hoạn Apollo 1, vốn xảy ra bên trong tàu vũ trụ Block II đầu tiên mà ban đầu họ dự định bay. Phi hành đoàn đã góp phần vào việc kiểm thử CSM tại cơ sở của North American Rockwell ở Downey, California, cũng như LM tại nhà máy của Grumman ở Bethpage, New York. Họ còn tham gia thử nghiệm các mô-đun tại địa điểm phóng.
Trong số các loại hình huấn luyện mà phi hành đoàn phải trải qua có các buổi mô phỏng ở môi trường không trọng lực, cả dưới nước và trên máy bay Vomit Comet. Trong những buổi tập huấn này, họ đã thực hành các hoạt động ngoài tàu vũ trụ theo kế hoạch. Tổ bay sau đó di chuyển đến Cambridge, Massachusetts để huấn luyện trên Máy tính Dẫn đường Apollo (Apollo Guidance Computer, hay AGC) tại MIT. Phi hành đoàn cũng nghiên cứu bầu trời tại Cung thiên văn Morehead và Cung thiên văn Griffith, đặc biệt tập trung vào 37 ngôi sao mà AGC sử dụng. Mỗi phi hành gia đều dành ra hơn 300 giờ bên trong các thiết bị mô phỏng CM và LM tại Trung tâm Vũ trụ Kennedy (KSC) ở Houston, một vài trong số đó có sự tham gia trực tiếp của Kiểm soát Sứ mệnh. Thời gian bổ sung thì được dành cho các thiết bị mô phỏng ở nhiều địa điểm khác.

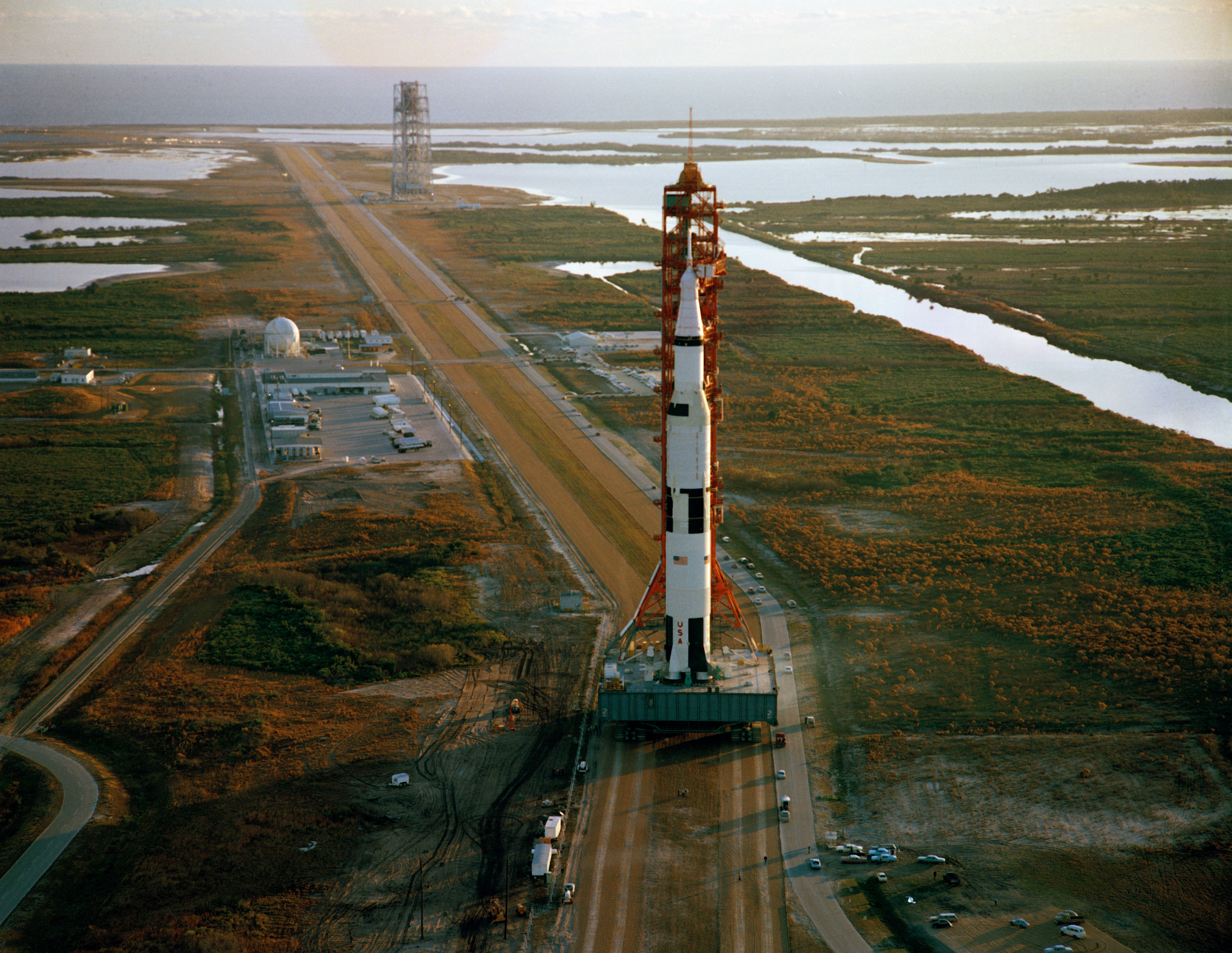
Phương tiện phóng của Apollo 9 đang được đưa tới Bệ phóng 39A

Là sứ mệnh đầu tiên sử dụng cả CSM, LM và Saturn V, Apollo 9 sẽ cung cấp cho đội chuẩn bị phi vụ phóng tại KSC cơ hội để mô phỏng quá trình phóng của một sứ mệnh hạ cánh xuống Mặt Trăng. Từ Grumman, chiếc LM đến nơi vào tháng 6 năm 1968 và đã trải qua nhiều cuộc thử nghiệm bao quát mô phỏng các điều kiện trên vũ trụ, bao gồm cả thử nghiệm trong buồng độ cao. Cùng thời gian đó, các kỹ thuật viên lắp ráp tên lửa Saturn V bên trong Tòa nhà Lắp ráp Phương tiện (VAB). CM và SM đến nơi vào tháng 9, nhưng ngay cả đội ngũ KSC giàu kinh nghiệm từ North American vẫn gặp vấn đề trong việc ghép chúng lại với nhau. Khi tàu đổ bộ hoàn thành thử nghiệm với buồng độ cao, CSM liền trám vào vị trí này, cho phép LM có thể cài đặt các thiết bị như ăng-ten và radar cuộc hẹn (rendezvous radar). Không có đợt trì hoãn đáng kể nào xảy ra, và vào ngày 1 tháng 3 năm 1969, NASA đưa phương tiện ra khỏi VAB để vận chuyển đến Tổ hợp Phóng 39A bằng xe bánh xích. Các buổi đánh giá khả năng sẵn sàng bay của CM, LM và Saturn V cũng được tiến hành và thông qua trong vài tuần tiếp theo.

## Phần cứng

### Phương tiện phóng
Tên lửa Saturn V (AS-504) dùng cho Apollo 9 là chiếc thứ tư được phóng, chiếc thứ hai đưa phi hành gia vào vũ trụ và chiếc đầu tiên chở theo mô-đun Mặt Trăng. Mặc dù có cấu hình tương tự như mẫu Saturn V dùng trên Apollo 8, đã có một số thay đổi được đưa ra. Đơn cử, lõi bên trong của buồng động cơ F-1 ở tầng thứ nhất (S-IC) đã bị tháo ra, giúp giảm phần nào sức nặng và cho phép tăng nhẹ xung lực đẩy riêng. Trọng lượng cũng được giảm bớt bằng cách thay thế lớp vỏ của bình oxy lỏng bằng loại nhẹ hơn, tương tự với các bộ phận khác. Hiệu suất của tầng thứ hai S-II thì gia tăng nhờ nâng cấp các động cơ J-2 và việc áp dụng hệ thống sử dụng thuốc phóng (propellant utilization system) vòng lặp kín thay vì hệ thống vòng lặp mở của Apollo 8. Trong số 3.250 pound (1.470 kg) trọng lượng cắt giảm ở tầng thứ hai, có khoảng một nửa đến từ 16 phần trăm độ dày được giảm bớt của thành bên bể chứa.

### Tàu vũ trụ, trang thiết bị và tín hiệu gọi

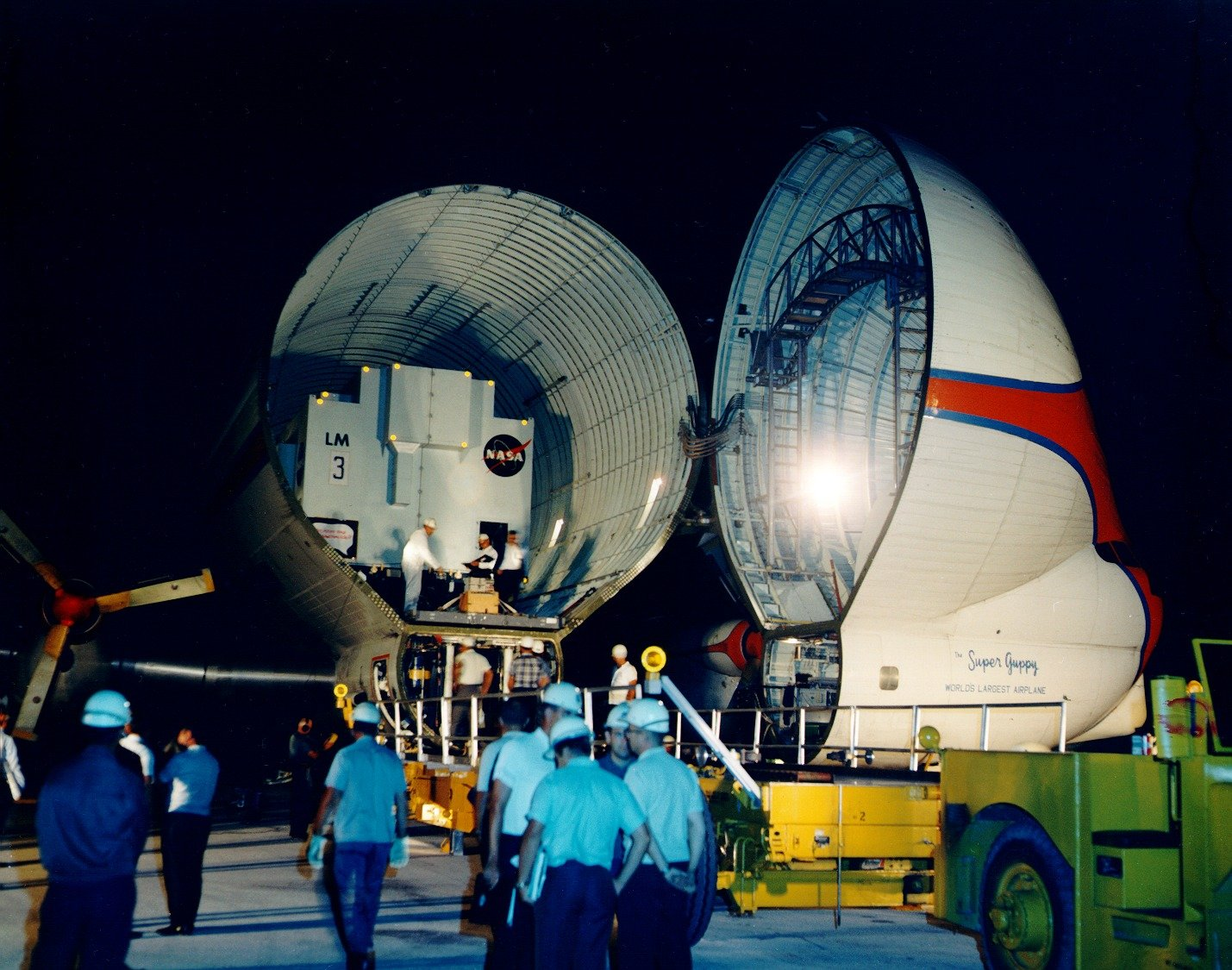
LM-3 đến KSC, tháng 6 năm 1968

Apollo 9 sử dụng CSM-104, mẫu CSM Block II thứ ba bay cùng với phi hành đoàn. Ở sứ mệnh trước đó là Apollo 8, phi thuyền không có mô-đun Mặt Trăng và thiết bị ghép nối; trên Apollo 9, NASA đã trang bị kết cấu probe-and-drogue (tạm dịch: ống dò và phao hình phễu) dùng để ghép nối cùng với thiết bị khác được thêm vào gần cửa sập phía trước của CM, cho phép gắn kết bền chặt giữa hai tàu và di chuyển bên trong giữa CM và LM. Nếu như không xảy ra sự thay đổi trong các nhiệm vụ giữa Apollo 8 và 9, sứ mệnh trên quỹ đạo Trái Đất này sẽ sử dụng CSM-103, chiếc đã bay trên Apollo 8.
Ban đầu, NASA có ý định dùng LM-2 như mô-đun Mặt Trăng cho sứ mệnh này. Tuy nhiên, phi hành đoàn đã phát hiện ra một lượng lớn khuyết điểm ở con tàu, rất nhiều trong số đó có liên quan đến việc đây là mô-đun Mặt Trăng đầu tiên đủ khả năng bay từ dây chuyền sản xuất của Grumman. Nhờ sự chậm trễ xuất phát từ việc chuyển đổi giữa hai sứ mệnh, LM-3 đã sẵn sàng, một cỗ máy mà phi hành đoàn đánh giá là có chất lượng tốt hơn nhiều. Cả LM-2 và LM-3 đều không bay tới Mặt Trăng do quá nặng; kế hoạch giảm trọng lượng cho các LM của Grumman chỉ đạt hiệu quả hoàn toàn với LM-5 của Apollo 11. Khi phát hiện các vết nứt nhỏ trong cấu trúc hợp kim nhôm của LM-3 (do ứng suất từ những việc như lắp đinh tán), đội ngũ kỹ sư của Grumman đã tiếp tục làm việc để khắc phục cho đến khi phải gắn LM lên Saturn V vào tháng 12 năm 1968, nơi phi thuyền được đặt bên trong Adapter Tàu vũ trụ-Mô-đun Mặt Trăng (Spacecraft-Lunar Module Adapter), được đánh số là SLA-11A. LM-2 chưa bao giờ bay ra ngoài vũ trụ và hiện đang nằm tại Bảo tàng Hàng không và Vũ trụ Quốc gia.

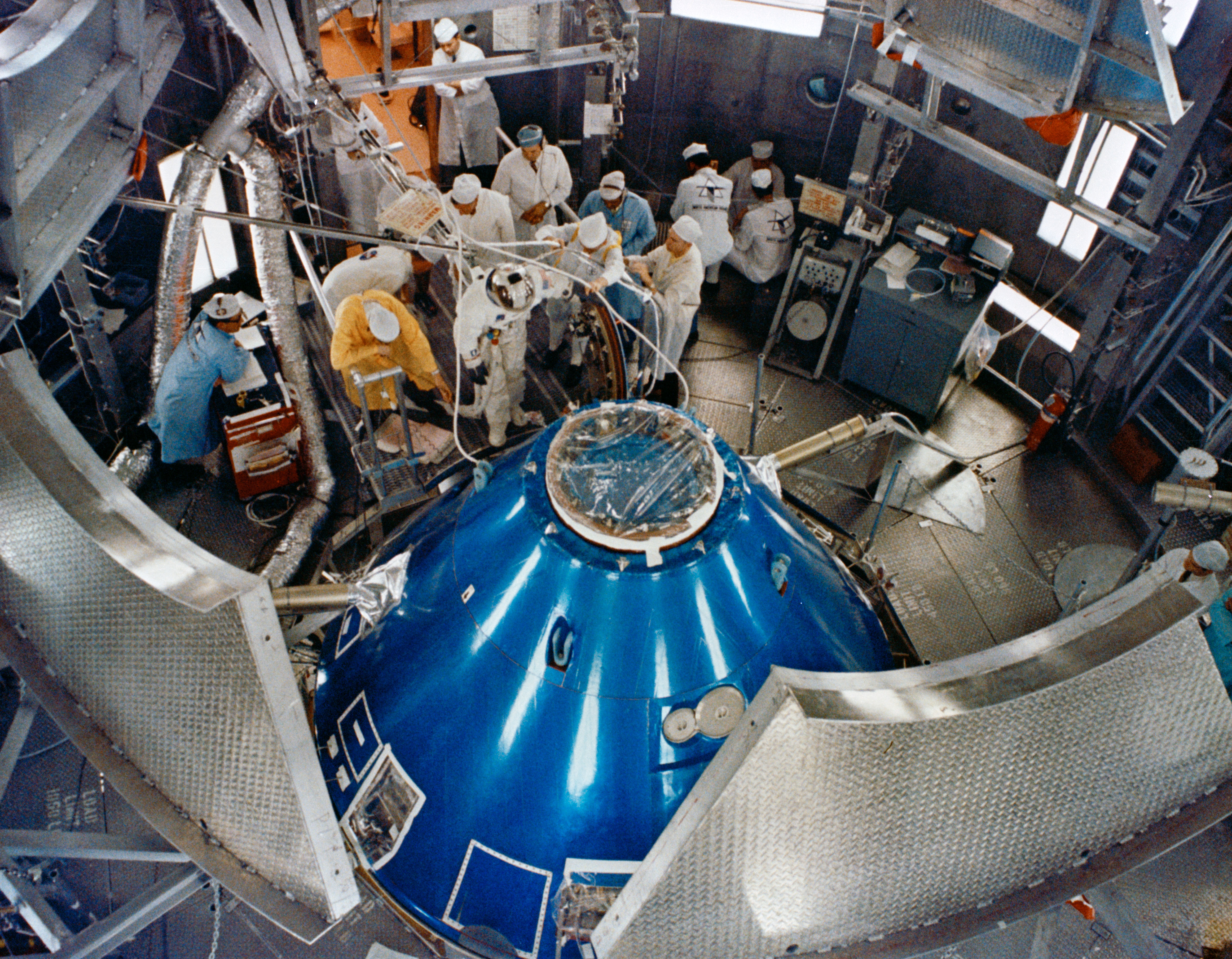
Phi hành đoàn dự phòng của Apollo 9 huấn luyện bên trong Gumdrop

Các phi hành gia Apollo đều được cung cấp những phiên bản đầu tiên của Sony Walkman, một đầu máy cassette cầm tay có khả năng giúp ghi lại những quan sát trong nhiệm vụ. Phi hành đoàn Apollo 9 là tổ bay đầu tiên được phép mang theo mixtape âm nhạc; mỗi người mang một chiếc và có thể dùng đầu máy cassette để phát. McDivitt và Scott ưa thích dòng nhạc đồng quê và easy listening; băng cassette nhạc cổ điển của Schweickart đã thất lạc trước khi Scott trả nó lại cho ông vào ngày thứ chín của sứ mệnh.

Sau khi Grissom gán cho Gemini 3 cái tên Molly Brown, NASA đã cấm việc đặt tên tàu vũ trụ. Tuy vậy, trong sứ mệnh Apollo 9, việc CSM và LM sẽ tách ra và cần các tín hiệu gọi khác nhau đã khiến phi hành đoàn phải thúc đẩy sự thay đổi. Trong các buổi mô phỏng, họ bắt đầu gọi CSM là "Gumdrop", một cái tên lấy cảm hứng từ vẻ ngoài của CM khi ở trong lớp bọc bảo vệ màu xanh dương lúc được gửi tới từ nhà sản xuất. LM thì được gọi là "Spider" (Nhện) do hình dáng của nó khi triển khai chân đáp. Các nhân viên quan hệ công chúng của NASA cho rằng những cái tên này quá thiếu chính quy, nhưng cuối cùng chúng cũng được chính thức chấp thuận. NASA đã yêu cầu tín hiệu gọi quy củ hơn cho các sứ mệnh trong tương lai, bắt đầu từ Apollo 11.

### Ba lô hệ thống hỗ trợ sự sống

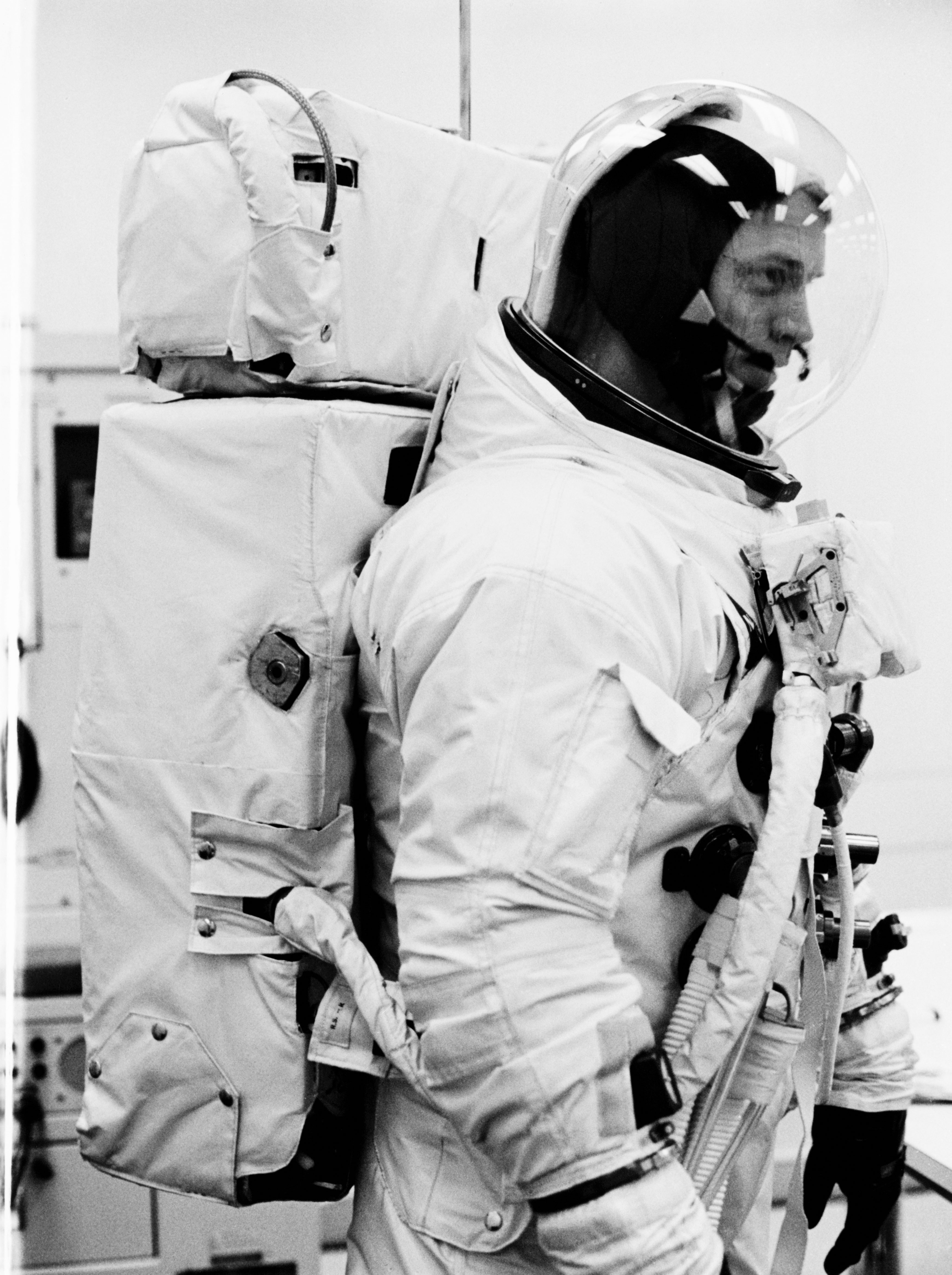
Schweickart cùng với ba lô hỗ trợ sự sống

Ba lô Extravehicular Mobility Unit (Bộ phận Di động ngoài Tàu vũ trụ, hay EMU) bay lần đầu tiên trên Apollo 9 và đã được Schweickart sử dụng cho chuyến EVA. Bộ phận này bao gồm hệ thống hỗ trợ sự sống di động (PLSS), giúp cung cấp oxy cho phi hành gia và nước cho bộ quần áo làm mát bằng chất lỏng (liquid cooling garment, hay LCG), ngăn ngừa sự quá nhiệt trong quá trình thực hiện hoạt động ngoài tàu vũ trụ. Ngoài ra còn có Hệ thống Thanh lọc Oxy (Oxygen Purge System, hay OPS), "chiếc túi cuộn" nằm ở trên cùng của ba lô, có thể cung cấp oxy trong khoảng một giờ nếu PLSS bị hỏng. Một phiên bản tiên tiến hơn của EMU đã được sử dụng cho cuộc đổ bộ Mặt Trăng trên Apollo 11.
Trong lần stand-up EVA, Scott không mang theo PLSS mà được kết nối tới hệ thống hỗ trợ sự sống của LM thông qua một dây rốn cùng với Van Điều khiển Áp suất (Pressure Control Valve, hay PCV). Thiết bị này ra đời vào năm 1967 nhằm mục đích phục vụ cho các chuyến stand-up EVA từ cửa sập của LM hay CM, hoặc cho những chuyến đi ngắn hạn ra bên ngoài. Về sau, thiết bị này đã hỗ trợ Scott trong lần stand-up EVA ở bề mặt Mặt Trăng trên Apollo 15, cũng như cho những phi công mô-đun chỉ huy trên ba chuyến bay Apollo cuối cùng trong các chuyến EVA không gian sâu.

## Điểm nhấn sứ mệnh

### Ngày thứ nhất đến ngày thứ năm (3–7 tháng 3)

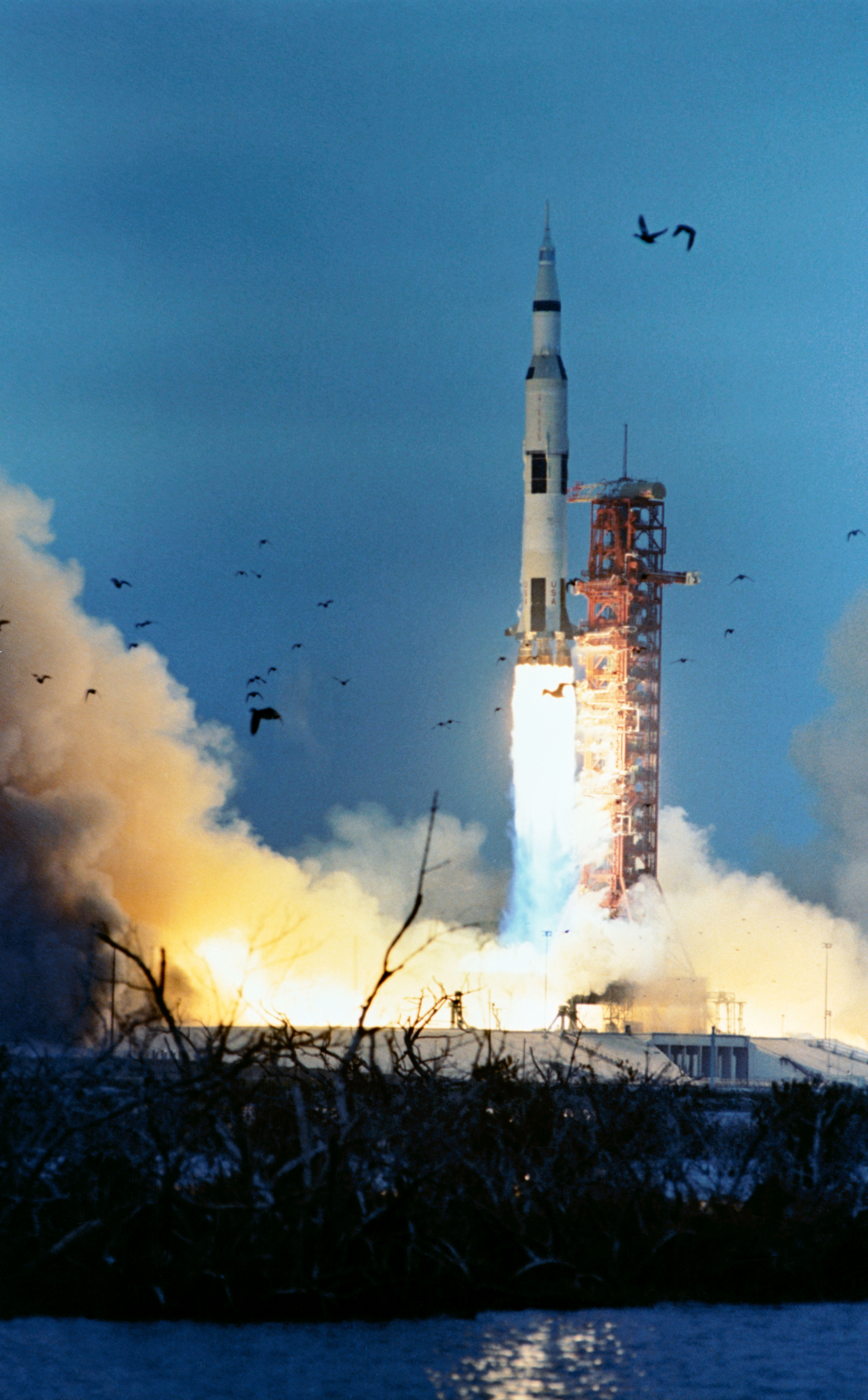
Apollo 9 phóng từ Trung tâm Vũ trụ Kennedy, 3 tháng 3 năm 1969

Ban đầu, sứ mệnh được lên lịch phóng vào ngày 28 tháng 2 năm 1969. Tuy nhiên, quá trình cất cánh của Apollo 9 đã bị trì hoãn do cả ba phi hành gia đều đang mắc cảm lạnh, và NASA cũng không muốn mạo hiểm do e ngại ảnh hưởng đến nhiệm vụ. Các ca làm việc phải luân phiên suốt ngày đêm để đảm bảo tàu vũ trụ luôn sẵn sàng; sự chậm trễ này đã gây thiệt hại 500.000 đô la Mỹ. 11:00:00 EST (16:00:00 GMT) ngày 3 tháng 3, tên lửa phóng lên từ KSC. Thời điểm này vẫn còn nằm trong khung thời gian phóng, vốn có thể kéo dài thêm ba tiếng rưỡi. Có mặt trong phòng điều khiển đốt cháy là Phó Tổng thống Spiro Agnew, thay mặt cho tân chính quyền của Nixon.
McDivitt cho biết chuyến bay diễn ra suôn sẻ trong quá trình phóng, mặc dù có một số rung động và các phi hành gia đã bất ngờ vì bị xô về phía trước lúc tầng thứ nhất của Saturn V ngừng hoạt động, trước khi tầng thứ hai tiếp quản và đẩy họ trở lại ghế dài. Mỗi hai tầng đầu tiên đều có hiệu suất hơi kém; sự thiếu hụt này ít nhiều được bù đắp bởi tầng thứ ba S-IVB. Khi tầng thứ ba tách ra lúc 00:11:04,7 trong sứ mệnh, Apollo 9 đã đi vào quỹ đạo đậu (parking orbit) 102,3 nhân 103,9 dặm (164,6 nhân 167,2 km).
Nhiệm vụ quan trọng đầu tiên trên quỹ đạo của phi hành đoàn là tách CSM khỏi S-IVB lúc 02:41:16, tiếp đến tìm cách quay đầu lại và ghép nối với LM – đang nằm ở phía cuối tầng S-IVB – sau đó tổ hợp tàu vũ trụ sẽ tách khỏi tên lửa. Nếu thất bại trong việc thực hiện thao tác ghép nối như vậy, cuộc đổ bộ xuống Mặt Trăng sẽ không thể diễn ra. Scott có trách nhiệm lái CSM và ông đã thực hiện thành công việc ghép nối, cho thấy kết cấu ghép nối probe-and-drogue hoạt động một cách chính xác. Sau khi McDivitt và Schweickart kiểm tra đường hầm nối CM và LM, tổ hợp tàu vũ trụ tách khỏi S-IVB. Nhiệm vụ tiếp theo là chứng minh rằng hai phi thuyền đã ghép nối có thể được điều khiển bằng một động cơ. Quá trình đốt cháy kéo dài năm giây diễn ra lúc 05:59.01,1 bằng động cơ service propulsion system (SPS) của SM. Scott sau đó vui mừng báo cáo rằng LM vẫn còn ở nguyên vị trí. Kế tiếp, S-IVB được khởi động lại một lần nữa và đi vào quỹ đạo quanh Mặt Trời.

Cấu hình của tàu vũ trụ Apollo với CSM (bên phải) và LM đã ghép nối
I - Tầng hạ cánh của mô-đun Mặt Trăng; II - Tầng cất cánh của mô-đun Mặt Trăng; III - Mô-đun chỉ huy; IV - Mô-đun dịch vụ.
1 Tấm chắn động cơ hạ cánh của LM; 2 Thiết bị hạ cánh của LM; 3 Thang của LM; 4 Giàn thoát hiểm; 5 Cửa sập phía trước; 6 Cụm bốn động cơ đẩy của hệ thống điều khiển phản lực của LM; 7 Ăng-ten chuyến bay băng tần S (2); 8 Ăng-ten radar cuộc hẹn; 9 Ăng-ten có thể điều khiển băng tần S; 10 Khoang phi hành đoàn của mô-đun chỉ huy; 11 Các thiết bị tản nhiệt cho hệ thống điện năng; 12 Cụm bốn động cơ đẩy của hệ thống điều khiển phản lực của SM; 13 Thiết bị tản nhiệt cho hệ thống kiểm soát môi trường; 14 Ăng-ten có thể điều khiển băng tần S

Từ 09:00:00 đến 19:30:00 là thời gian ngủ theo kế hoạch. Các phi hành gia tuy ngủ ngon nhưng họ phàn nàn rằng mình đã bị đánh thức bởi những đường truyền tiếng nước ngoài. Scott đưa ra giả thuyết chúng có thể là tiếng Trung Quốc. Điểm nhấn của ngày thứ hai trên quỹ đạo (4 tháng 3) là ba lần đốt cháy SPS. Lần đốt cháy đầu tiên diễn ra vào 22:12:04,1, kéo dài trong 110 giây và bao gồm việc "gimbaling" động cơ để kiểm tra xem hệ thống tự lái có thể làm giảm dao động phát sinh hay không – điều mà nó đã làm được chỉ trong vòng năm giây. Theo sau là hai lần đốt cháy SPS, làm giảm tải trọng nhiên liệu của SM. Phi thuyền và động cơ đã vượt qua mọi bài kiểm tra, đôi khi còn tỏ ra mạnh mẽ hơn mong đợi. Về sau vào năm 1972, khả năng của CSM trong việc duy trì sự ổn định khi động cơ đang được xoay chính là nguyên do mà McDivitt, lúc đó đang là quản lý của Chương trình Tàu vũ trụ Apollo, chấp thuận cho tiếp tục Apollo 16 dù CSM của nó đã gặp phải sự cố xoay không ổn định sau khi tách khỏi LM trên quỹ đạo Mặt Trăng.
Kế hoạch bay cho ngày thứ ba trên không gian là chỉ huy và phi công mô-đun Mặt Trăng sẽ đi vào LM nhằm kiểm tra các hệ thống và sử dụng động cơ hạ cánh của nó để di chuyển toàn bộ tàu vũ trụ. Động cơ hạ cánh đóng vai trò là hệ thống dự phòng cho SPS; khả năng sử dụng được nó theo cách này về sau sẽ rất quan trọng trên Apollo 13. Kế hoạch bay bị đặt dấu chấm hỏi khi Schweickart, đang bị hội chứng say không gian (space sickness), nôn mửa, trong khi McDivitt cũng cảm thấy buồn nôn. Tuy đã cố tránh những chuyển động vật lý đột ngột, họ vẫn cảm thấy khó chịu do những động tác vặn vẹo để mặc vào bộ đồ du hành vũ trụ nhằm kiểm tra trên LM. Kinh nghiệm này sẽ giúp các bác sĩ tìm hiểu đủ về căn bệnh để phòng tránh cho phi hành gia khi hạ cánh xuống Mặt Trăng, nhưng vào thời điểm đó, Schweickart lo ngại việc nôn mửa của ông có thể đe dọa mục tiêu chương trình. Cuối cùng, họ vẫn đủ sức khỏe để tiếp tục kế hoạch còn lại của ngày và bước vào LM, qua đó lần đầu tiên thực hiện thuyên chuyển giữa các phương tiện trong chương trình không gian của Hoa Kỳ, đánh dấu lần chuyển đổi đầu tiên không cần đi bộ ngoài vũ trụ như các phi hành gia Liên Xô ngày trước. Cửa sập sau đó đóng lại, dù các mô-đun vẫn đang ghép nối, cho thấy hệ thống liên lạc và hỗ trợ sự sống của Spider sẽ hoạt động tách biệt với Gumdrop. Theo lệnh, các chân hạ cánh bật vào vị trí mà chúng sẽ đảm nhận để đáp xuống Mặt Trăng.

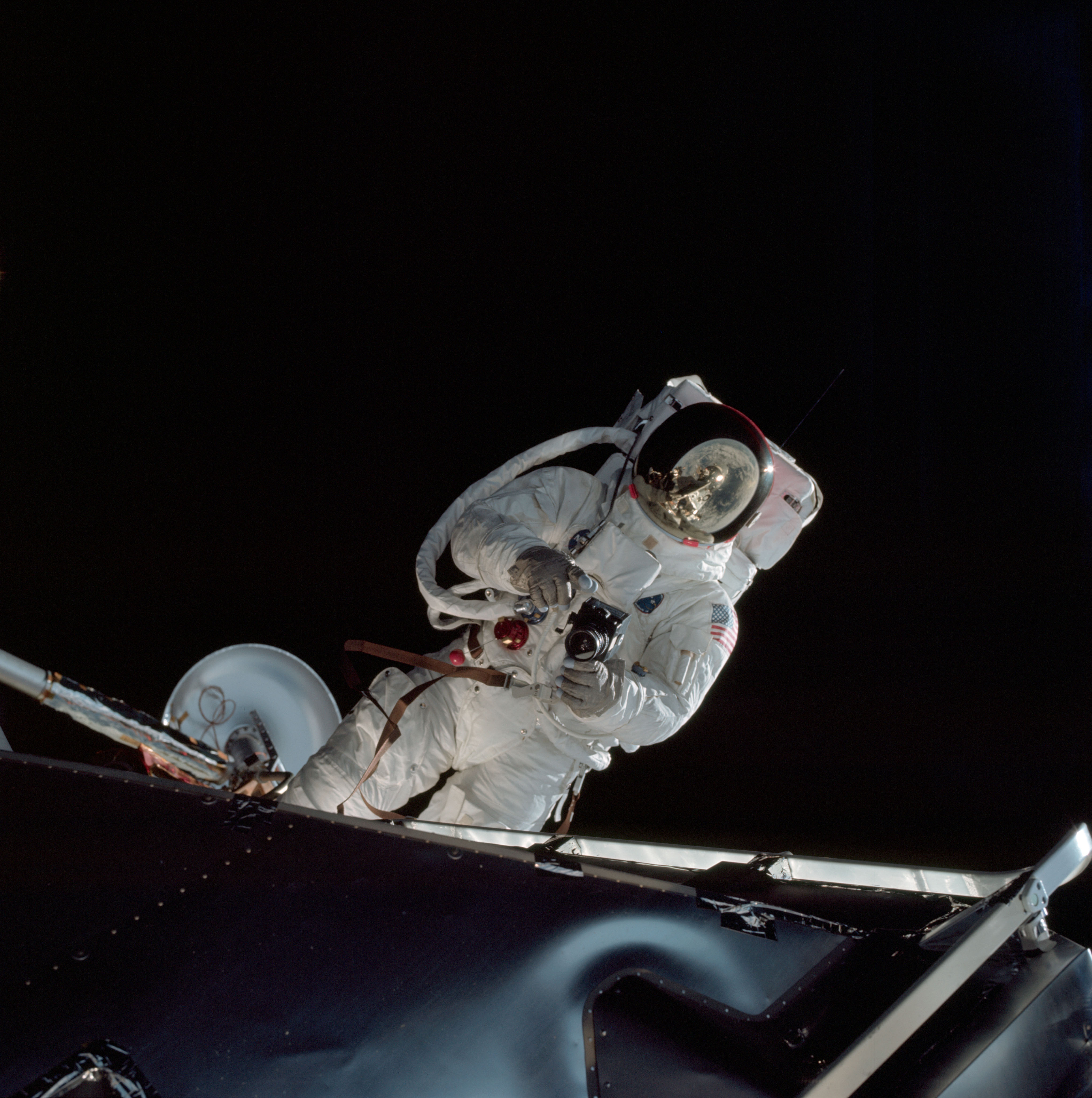
Schweickart đang tiến hành EVA, được chụp bởi Scott từ cửa sập mô-đun chỉ huy

Bên trong LM, Schweickart lại tiếp tục nôn mửa, khiến McDivitt phải yêu cầu một kênh liên lạc riêng tới các bác sĩ ở Houston. Phi hành đoàn không báo cáo giai đoạn đầu tiên với mặt đất vì bản chất ngắn gọn của nó, và khi phương tiện truyền thông biết được những gì xảy ra với Schweickart, đã có "những ảnh hưởng và hàng loạt câu chuyện không mấy thân thiện". Họ hoàn thành kiểm tra LM, bao gồm khởi động thành công động cơ hạ cánh, rồi đưa Scott về lại Gumdrop. Quá trình đốt cháy kéo dài 367 giây và mô phỏng mô hình van tiết lưu (throttle pattern) được sử dụng trong quá trình hạ cánh xuống Mặt Trăng. Sau khi các phi hành gia quay trở lại, lần đốt cháy SPS thứ năm được tiến hành, mục đích nhằm định hình quỹ đạo của Apollo 9 để chuẩn bị cho cuộc hẹn. Sự kiện này diễn ra lúc 54:26:12,3, nâng quỹ đạo của tàu lên 142 nhân 149 dặm (229 nhân 240 km).
Chương trình của ngày thứ tư (6 tháng 3) là Schweickart sẽ rời khỏi cửa sập trên LM và đi dọc bên ngoài tàu vũ trụ đến cửa sập CM, nơi Scott đứng túc trực để hỗ trợ, từ đó chứng tỏ quá trình này có thể thực hiện được trong trường hợp khẩn cấp. Schweickart mang theo ba lô hỗ trợ sự sống, thiết bị cần thiết cho các chuyến EVA trên bề mặt Mặt Trăng về sau. Đây là EVA duy nhất được lên kế hoạch trước khi thực hiện cuộc đổ bộ lên vệ tinh tự nhiên của Trái Đất, do đó cũng là cơ hội duy nhất để thử nghiệm PLSS trong vũ trụ. Ban đầu, McDivitt hủy bỏ chuyến EVA do tình trạng của Schweickart, nhưng vì viên phi công mô-đun Mặt Trăng đã cảm thấy khá hơn, ông quyết định cho phép Schweickart rời LM; khi ra ngoài, Schweickart có thể di chuyển xung quanh bề mặt của LM bằng cách sử dụng tay nắm. Scott thì đứng trong cửa sập CM; cả hai phi hành gia chụp ảnh lẫn nhau và thu lại các thí nghiệm từ bên ngoài tàu vũ trụ. Schweickart cảm thấy việc di chuyển dễ dàng hơn so với trong quá trình mô phỏng; cả ông và Scott đều tự tin rằng Schweickart có thể hoàn thành việc luân chuyển ở bên ngoài nếu được yêu cầu, nhưng họ xem điều đó là không cần thiết. Trong chuyến EVA, Schweickart đã sử dụng tín hiệu gọi "Red Rover", ám chỉ đến màu tóc ("red" là "đỏ") của ông.

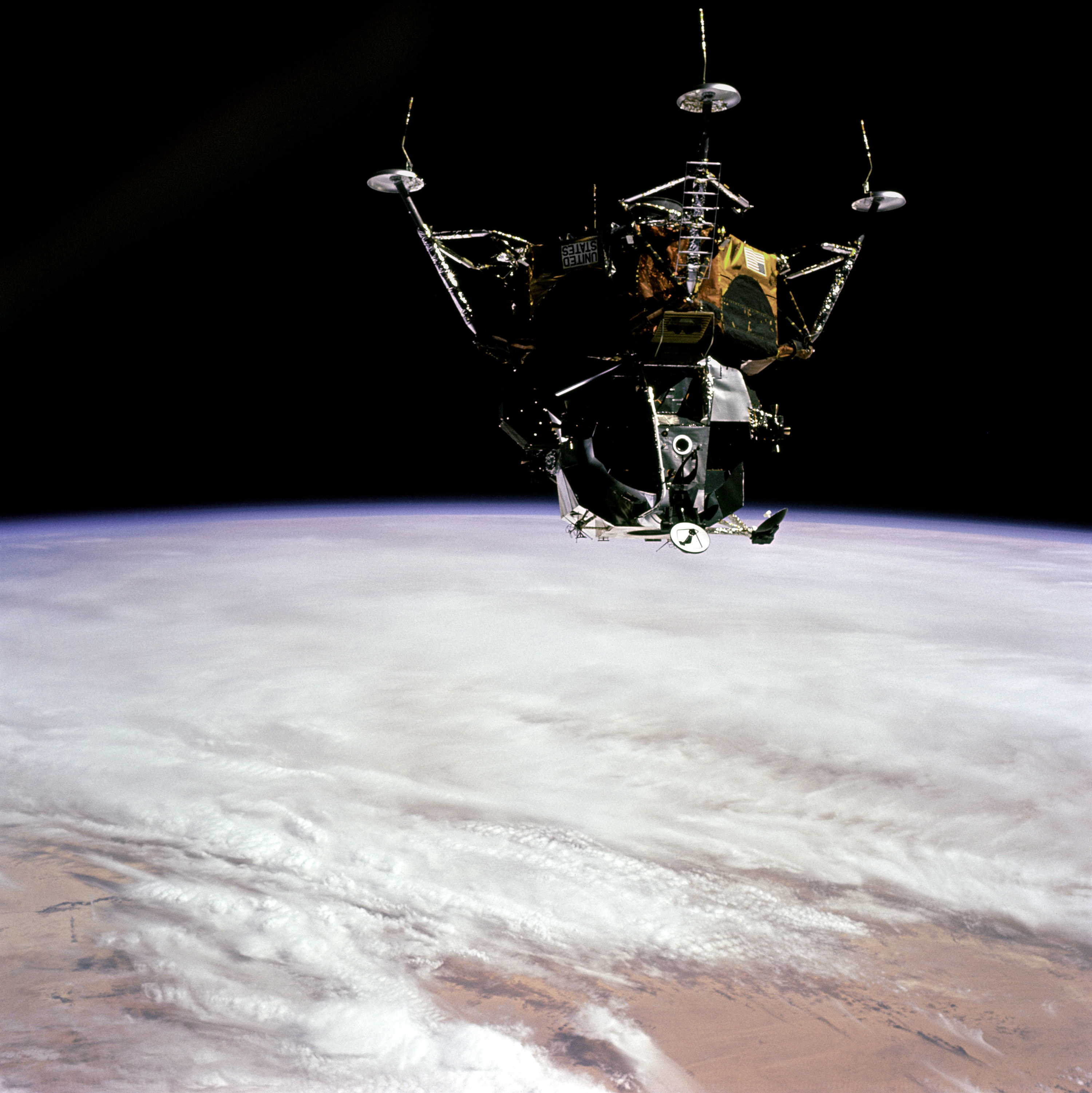
LM Spider của Apollo 9

Ngày 7 tháng 3, hay ngày thứ năm của sứ mệnh, là thời điểm diễn ra "sự kiện then chốt của toàn bộ nhiệm vụ: sự tách rời và gặp nhau giữa mô-đun Mặt Trăng và mô-đun chỉ huy". Mô-đun Mặt Trăng này không có khả năng mang phi hành gia trở lại Trái Đất; đây là lần đầu tiên các nhà du hành vũ trụ bay trên một phương tiện không thể đưa họ về nhà. McDivitt và Schweickart đã vào LM từ sớm mà không cần đội mũ bảo hiểm và găng tay – với sự cho phép của kiểm soát chuyến bay – giúp việc thiết lập LM trở nên dễ dàng hơn. Khi Scott từ bên trong Gumdrop nhấn nút để tách LM, nó đã bị vướng trên chốt ở cuối ống dò ghép nối, khiến ông phải nhấn nút lần nữa và Spider được thả ra. Sau khi dành khoảng 45 phút gần Gumdrop, Spider đi vào quỹ đạo cao hơn một chút, nghĩa là hai tàu sẽ tách nhau ra theo thời gian, với Gumdrop bay ở phía trước. Trong những giờ tiếp theo, McDivitt khởi động động cơ hạ cánh của LM ở nhiều chế độ van tiết lưu khác nhau; đến cuối ngày, LM đã được thử nghiệm bay một cách toàn diện. Ở khoảng cách 115 dặm (185 km), Spider khai hỏa để hạ thấp quỹ đạo và loại bỏ tầng hạ cánh, từ đó bắt đầu đuổi kịp Gumdrop, một quá trình mà sẽ mất hơn hai giờ.

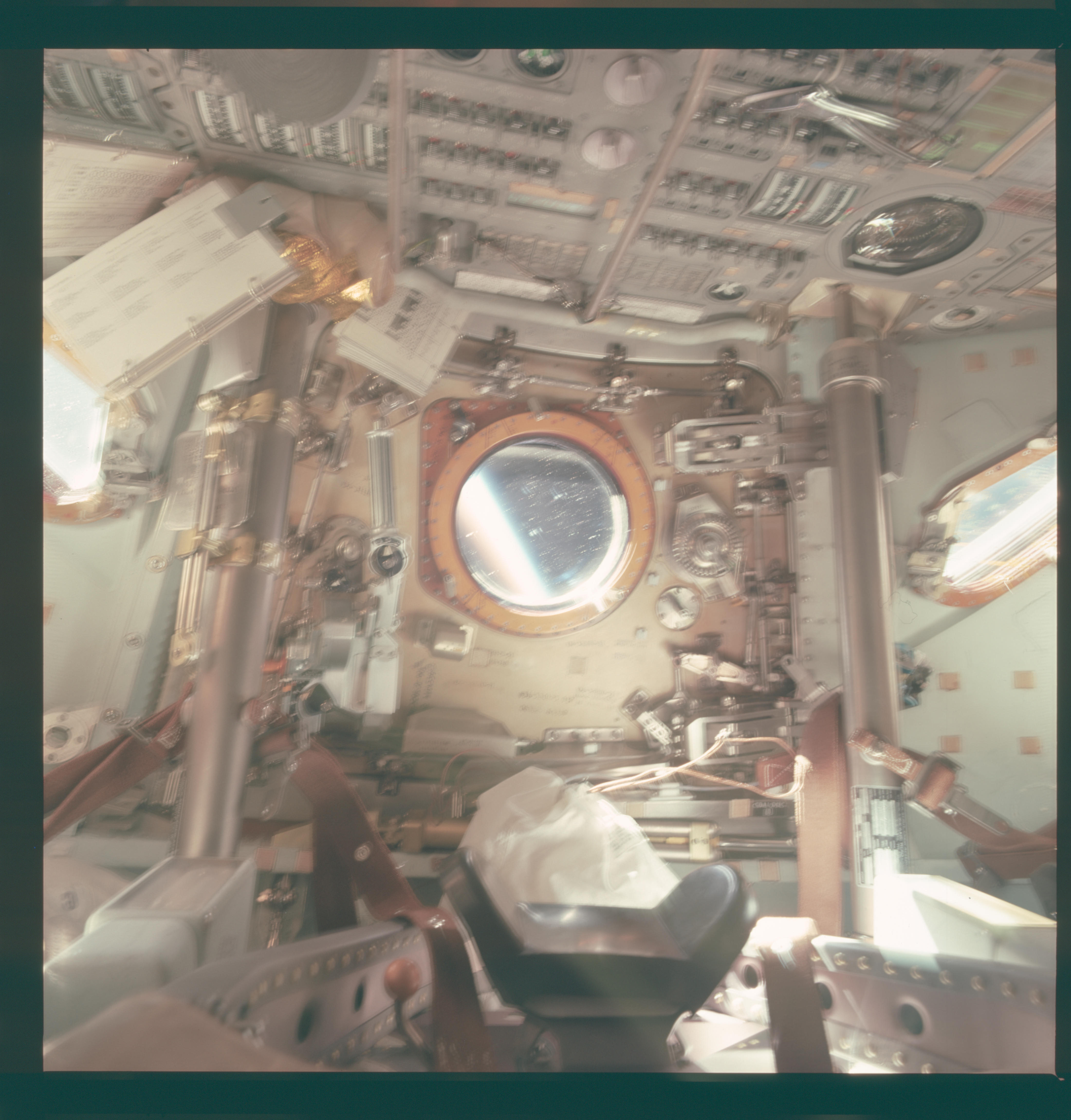
Bên trong CM Gumdrop

Quá trình tiếp cận và gặp nhau đã được tiến hành sao cho giống nhất có thể với kế hoạch của các sứ mệnh Mặt Trăng. Để chứng minh rằng cả hai tàu đều có thể thực hiện cuộc hẹn, Spider sẽ là bên chủ động trong lần diễn tập này. McDivitt đưa Spider lại gần Gumdrop, sau đó điều khiển LM để Scott xem xét từng mặt nhằm kiểm tra hư hỏng trên phương tiện. Kế tiếp, McDivitt ghép nối con tàu. Do bị chói bởi ánh sáng Mặt Trời nên viên chỉ huy đã gặp khó khăn khi thực hiện thao tác này và phải nhờ đến sự hướng dẫn của Scott. Trong các nhiệm vụ về sau, công việc ghép nối hai tàu vũ trụ trên quỹ đạo Mặt Trăng sẽ do phi công mô-đun chỉ huy đảm nhiệm. Sau khi McDivitt và Schweickart trở về Gumdrop, Spider bị loại bỏ. Động cơ của nó được Kiểm soát Sứ mệnh kích hoạt từ xa để làm cạn kiệt nhiên liệu như một phần của quá trình thử nghiệm sâu hơn, mô phỏng giai đoạn bay lên của một tầng cất cánh từ bề mặt Mặt Trăng. Việc khai hỏa động cơ nâng Spider lên quỹ đạo có điểm viễn địa hơn 3.700 hải lý (6.900 km; 4.300 mi). Hệ thống quan trọng duy nhất chưa được thử nghiệm đầy đủ của mô-đun Mặt Trăng là radar hạ cánh do không thể tiến hành trên quỹ đạo Trái Đất.

### Ngày thứ sáu đến ngày thứ mười một (8–13 tháng 3)

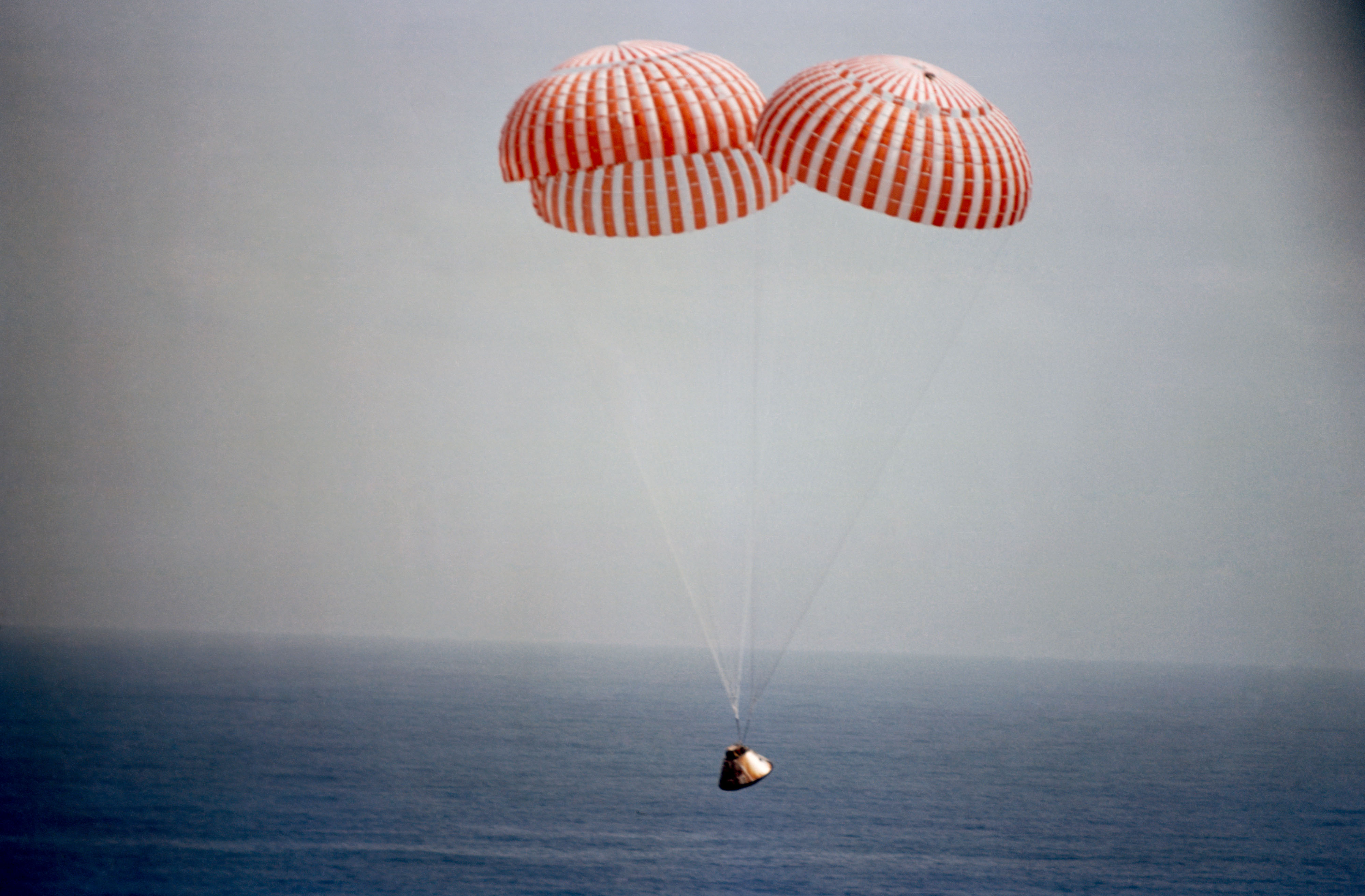
Apollo 9 tiến gần đến điểm hạ cánh trên Đại Tây Dương, 13 tháng 3 năm 1969

Theo kế hoạch, Apollo 9 sẽ dành ra khoảng mười ngày để kiểm tra hoạt động của CSM trong khoảng thời gian cần thiết cho một sứ mệnh Mặt Trăng. Hầu hết các sự kiện quan trọng đều được lên lịch vào những ngày đầu tiên để phi hành đoàn có thể hoàn thành chúng trong trường hợp chuyến bay phải kết thúc sớm. Những ngày còn lại trên quỹ đạo dự kiến sẽ diễn ra một cách nhàn nhã hơn. Sau khi hoàn thành các mục tiêu chính của nhiệm vụ, phi hành đoàn đã tận dụng cửa sổ sập để chụp những bức ảnh đặc biệt về Trái Đất bằng bốn chiếc camera Hasselblad giống hệt nhau, kết hợp với nhau và sử dụng phim nhạy với các vùng khác nhau của phổ điện từ. Những bức ảnh như vậy cho phép xuất hiện các đặc điểm khác nhau của bề mặt Trái Đất, ví dụ, theo dõi ô nhiễm nước rời cửa sông chảy ra biển, hay làm nổi bật những khu vực nông nghiệp bằng tia hồng ngoại. Hệ thống camera này chính là một nguyên mẫu và đã mở đường cho Vệ tinh Công nghệ Tài nguyên Trái Đất (Earth Resources Technology Satellite), tiền thân của loạt Landsat. Việc chụp ảnh diễn ra thành công do thời gian trên quỹ đạo rất dài, đồng nghĩa phi hành đoàn có thể đợi mây trôi qua. Những bức ảnh này về sau sẽ cung cấp tư liệu cho việc lập kế hoạch nhiệm vụ của Trạm Skylab.
Trên tàu, Scott sử dụng kính lục phân nhằm theo dấu các điểm mốc dưới Trái Đất và hướng thiết bị lên bầu trời để quan sát Sao Mộc, qua đó thực hành những kỹ thuật định hướng sẽ được sử dụng trong các nhiệm vụ sau này. Phi hành đoàn đã theo dõi được vệ tinh Pegasus 3 (phóng năm 1965) cũng như tầng cất cánh của Spider. Lần đốt cháy thứ sáu của động cơ SPS, diễn ra vào ngày thứ sáu, bị hoãn lại một quỹ đạo do quá trình đốt cháy động cơ đẩy của hệ thống điều khiển phản lực – vốn rất cần thiết để ổn định các chất phản ứng trong bể chứa – không được lập trình đúng cách. Việc đốt cháy SPS làm hạ thấp điểm cận địa quỹ đạo của Apollo 9, cho phép cải thiện khả năng rời quỹ đạo của động cơ đẩy RCS với vai trò là một phương án dự phòng cho SPS.

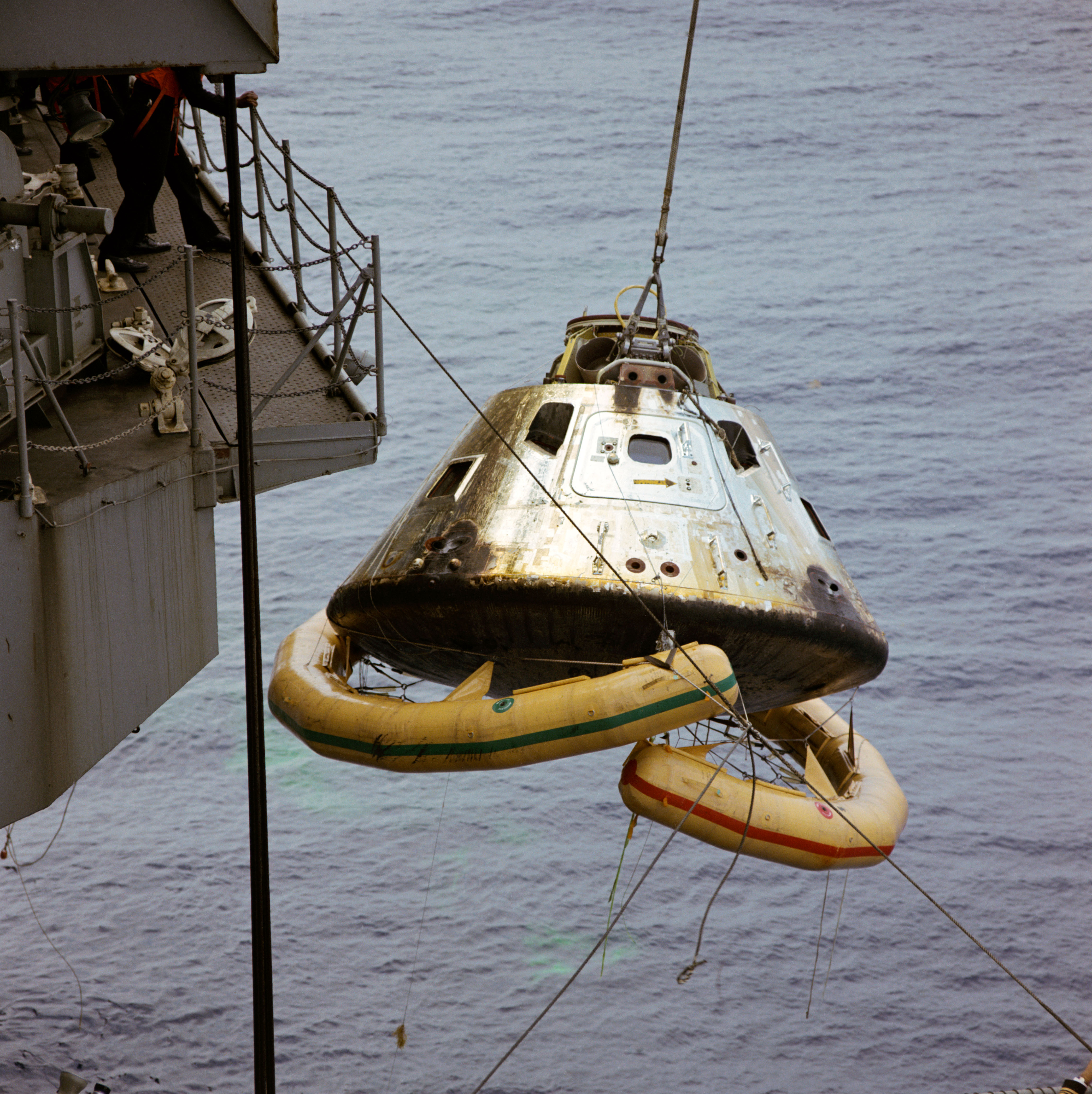
Gumdrop được kéo lên tàu Guadalcanal

Nhiều cuộc thử nghiệm đáng kể đối với CSM đã diễn ra, nhưng chủ yếu là do Scott đảm nhiệm, vì vậy McDivitt và Schweickart có thời gian rảnh rỗi để quan sát Trái Đất; họ sẽ thông báo cho Scott nếu có bất kỳ điều gì đặc biệt đáng chú ý sắp xảy ra để ông có thể tạm gác lại công việc và ngắm nhìn hành tinh xanh. Lần đốt cháy thứ bảy của hệ thống SPS diễn ra vào ngày thứ tám, hay ngày 10 tháng 3; mục đích của nó một lần nữa là hỗ trợ khả năng rời quỹ đạo của RCS cũng như kéo dài thời gian hoạt động trên quỹ đạo của Gumdrop. Sau khi hoàn tất, điểm viễn địa của quỹ đạo đã được dịch chuyển sang Nam Bán cầu, cho phép kéo dài thời gian rơi tự do để thâm nhập khi Apollo 9 trở về Trái Đất. Việc đốt cháy diễn ra kéo dài nhằm cho phép thử nghiệm hệ thống đo lực đẩy, vốn đã hoạt động bất thường trong các lần đốt cháy SPS trước đó. Một khi hoàn thành, động cơ đẩy RCS của Apollo 9 có thể đưa tàu trở lại Trái Đất và vẫn cho phép phi thuyền hạ cánh tại vùng thu hồi chính trong trường hợp động cơ SPS bị hỏng. Lần đốt cháy SPS thứ tám và cũng là lần cuối cùng để đưa phương tiện trở về được tiến hành vào ngày 13 tháng 3, chưa đầy một giờ sau mốc mười ngày của nhiệm vụ, sau đó phi hành đoàn đã cho vứt bỏ mô-đun dịch vụ. Quá trình hạ cánh bị trì hoãn một quỹ đạo do thời tiết bất lợi ở khu vực đổ bộ chính nằm cách Bermuda khoảng 220 hải lý (410 km; 250 mi) về hướng Đông Đông Nam. Cuối cùng, Apollo 9 rơi xuống địa điểm cách Bahamas 160 hải lý (300 km; 180 mi) về phía Đông, và khoảng 3 dặm (4,8 km) tính từ tàu sân bay thu hồi USS Guadalcanal. Thời gian nhiệm vụ là 10 ngày, 1 giờ, 54 giây. Apollo 9 là tàu vũ trụ cuối cùng hạ cánh xuống Đại Tây Dương trong nửa thế kỷ cho đến Crew Dragon Demo-1 vào năm 2019, và là lần hạ cánh cuối cùng có con người xuống Đại Tây Dương cho đến Inspiration4 vào năm 2021.

## Xử lý phần cứng

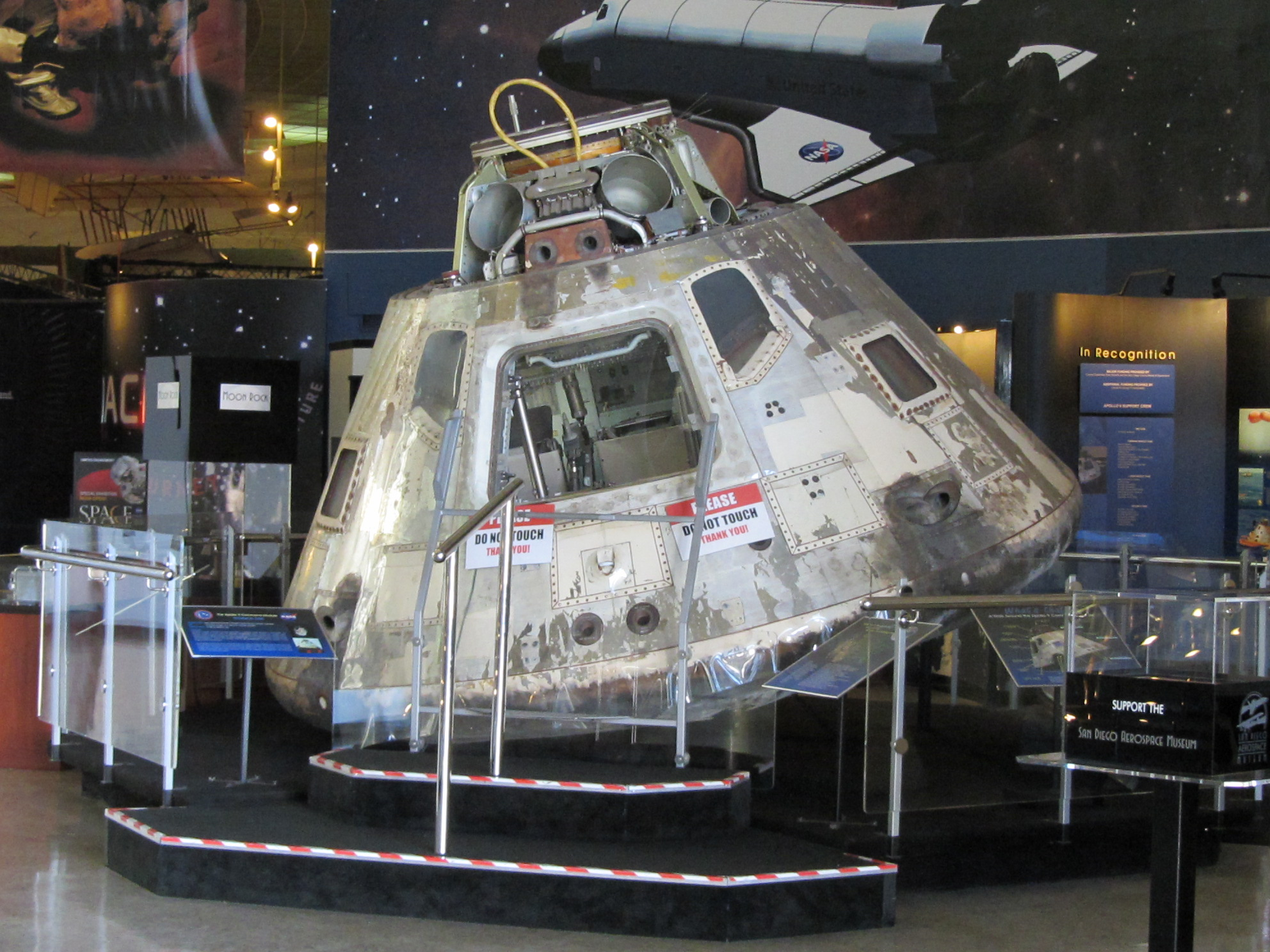
Gumdrop trưng bày tại Bảo tàng Hàng không & Vũ trụ San Diego

Mô-đun chỉ huy Gumdrop (1969-018A) của Apollo 9 đang được trưng bày tại Bảo tàng Hàng không & Vũ trụ San Diego. Gumdrop trước đây từng có thời gian triển lãm tại Trung tâm Khoa học và Vũ trụ Michigan (Michigan Space and Science Center) ở Jackson cho đến khi trung tâm đóng cửa vào tháng 4 năm 2004. Mô-đun dịch vụ, vốn bị vứt bỏ ngay sau lần đốt cháy để rời quỹ đạo, đã tái thâm nhập bầu khí quyển và tan rã.
Tầng cất cánh của LM-3 Spider (1969-018C) tái thâm nhập vào ngày 23 tháng 10 năm 1981. Tầng hạ cánh của LM-3 Spider (1969-018D) trở lại Trái Đất vào ngày 22 tháng 3 năm 1969 và hạ cánh gần Bắc Phi trên Ấn Độ Dương. S-IVB (1969-018B) thì được đưa vào quỹ đạo Mặt Trời, với điểm viễn nhật ban đầu là 80.093.617 dặm (128.898.182 km), điểm cận nhật là 44.832.845 dặm (72.151.470 km) và chu kỳ quỹ đạo 245 ngày. Tính đến năm 2020, tầng tên lửa này vẫn ở trong quỹ đạo quanh Mặt Trời.

## Đánh giá và kết quả
Như Phó quản lý (Associate Administrator) NASA George Mueller khẳng định, "Apollo 9 là chuyến bay thành công nhất mà bất kỳ ai trong chúng ta có thể mong ước, cũng như là [chuyến bay] thành công nhất mà bất kỳ ai trong chúng ta từng thấy". Gene Kranz gọi Apollo 9 là "sự phấn kích tột độ". Giám đốc Chương trình Apollo Samuel C. Phillips tuyên bố, "trên mọi phương diện, nó vượt xa cả những kỳ vọng lạc quan nhất của chúng tôi". Phi hành gia Apollo 11 Buzz Aldrin đã có mặt ở Trung tâm Kiểm soát Sứ mệnh khi Spider và Gumdrop ghép nối sau các chuyến bay riêng biệt, và qua lần ghép nối này, theo Andrew Chaikin, "Apollo 9 đã hoàn thành tất cả các mục tiêu chính. Ở thời điểm đó, Aldrin biết Apollo 10 cũng thành công, và rằng ông cùng Armstrong sẽ nỗ lực hạ cánh xuống Mặt Trăng. Vào ngày 24 tháng 3, NASA đã chính thức hóa điều đó".

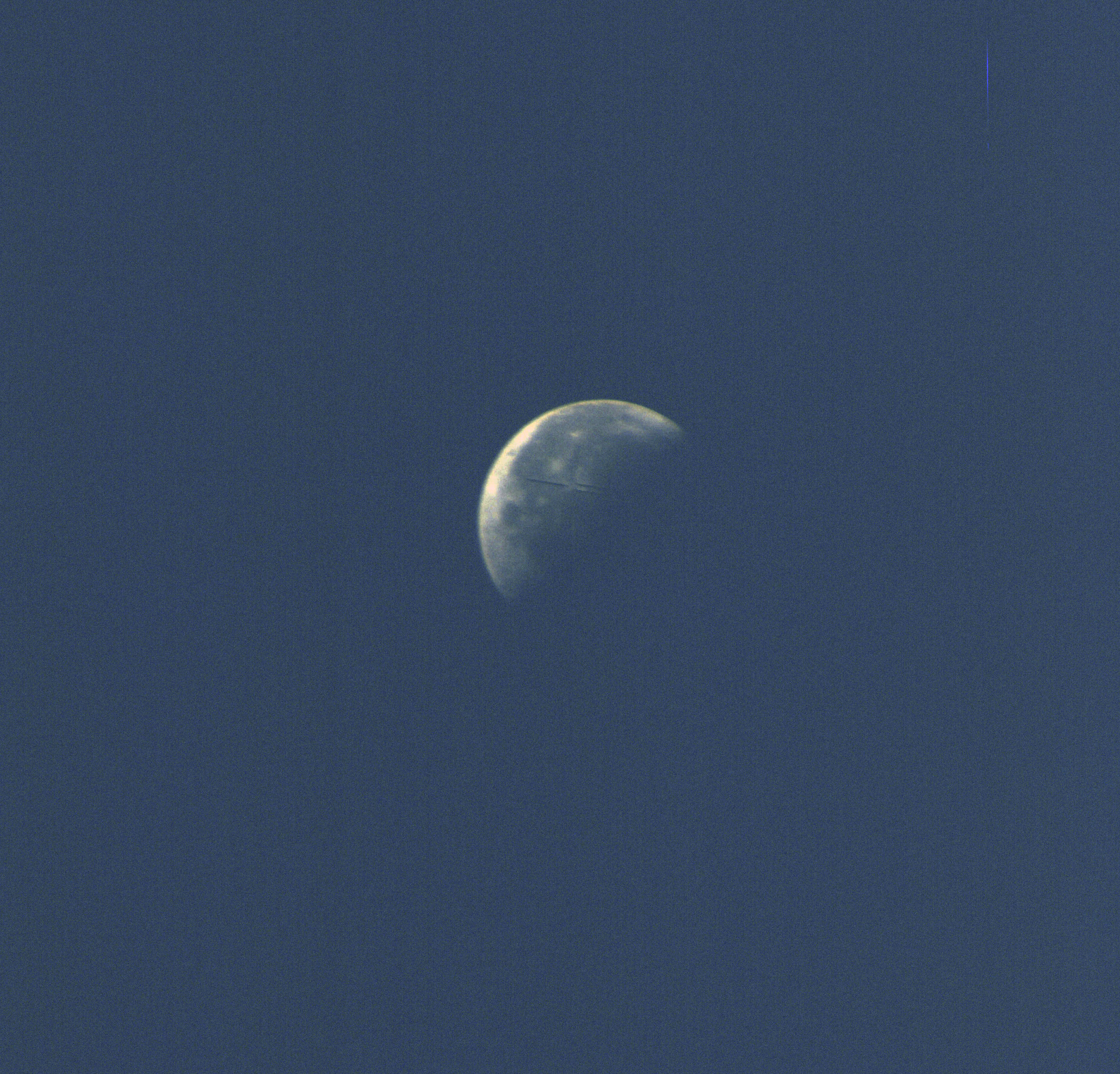
Hình ảnh Mặt Trăng chụp từ Apollo 9

Mặc dù McDivitt có thể được trao quyền chỉ huy một sứ mệnh đổ bộ Mặt Trăng của chương trình Apollo, ông vẫn chọn rời khỏi Đoàn Phi hành gia sau Apollo 9 và trở thành người quản lý Chương trình Tàu vũ trụ Apollo vào cuối năm 1969. Ít lâu sau, Scott được giao một nhiệm vụ bay vào vũ trụ khác với tư cách là chỉ huy dự phòng của Apollo 12 và sau đó trở thành chỉ huy của Apollo 15, sứ mệnh hạ cánh xuống Mặt Trăng vào năm 1971. Schweickart đã tình nguyện tham gia điều tra y tế về chứng say không gian của mình, nhưng ông không thể thoát khỏi điều tiếng và không bao giờ được phân công vào phi hành đoàn chính nữa. Cựu phi hành gia xin nghỉ phép tại NASA vào năm 1977 và sau đó chính thức rời cơ quan. Eugene Cernan, chỉ huy của Apollo 17, tuyên bố rằng khi nói đến hiểu biết về chứng say không gian, Schweickart "đã trả giá cho tất cả những điều đó".
Sau thành công của Apollo 9, NASA quyết định không tiến hành "nhiệm vụ loại E" (thử nghiệm sâu hơn trên quỹ đạo Trái Đất tầm trung) và thậm chí còn cân nhắc đến việc bỏ qua "nhiệm vụ loại F", buổi tổng duyệt cho cuộc đổ bộ Mặt Trăng, tiến thẳng đến việc hạ cánh thực sự. Vì tàu vũ trụ được chỉ định cho nỗ lực hạ cánh đầu tiên vẫn đang trong quá trình lắp ráp nên ý định này đã không xảy ra. Các quan chức NASA cũng cảm thấy rằng, xét đến những khó khăn trước đây với LM, cần phải có thêm một chuyến bay thử nghiệm trước khi thực hiện nỗ lực hạ cánh thực sự, và việc bay quanh Mặt Trăng sẽ mang đến cho họ cơ hội nghiên cứu về nồng độ khối lượng (mass concentration) ở đó, thứ đã ảnh hưởng đến quỹ đạo của Apollo 8. Theo French và Burgess trong một nghiên cứu về chương trình Apollo, "thành công của Apollo 9 đã đảm bảo rằng sứ mệnh Apollo tiếp theo sẽ quay trở lại Mặt Trăng".